# Gare de Chatham
Ne doit pas être confondu avec Gare de Chartham.
La gare de Chatham est situé dans la ville de Chatham, dans l'autorité unitaire de Medway dans le Kent. Elle se situe sur la ligne de Chatham Main Line entre la gare de Rochester et Gillingham, à 34,3 miles (54 km) de la Gare Victoria à Londres. Les services de train sont fournis par Southeastern.